# Linguère
Linguère es un pueblo situado en el Departamento de Linguère, Región de Louga, en Senegal.

## Geografía
Dakar, la capital, se encuentra a 305 km de Linguère.
Se trata de una población que se encuentra en el camino entre Dakar y Matam, cuando se realiza por la carretera nacional N3, si bien desde Linguère la carretera se transforma en una pista sin asfaltar difícilmente practicable hasta Matam.

## Transporte
El pueblo fue la parada final de un brazo de la línea férrea senegalesa. La estación de tren está actualmente en ruinas y las vías no existen ya que han sido arrancadas y utilizadas por los locales como vallas.

## Infraestructura
El pueblo tiene alrededor de 15.000 habitantes, y se abastece a partir de un mercado semanal que tiene lugar los viernes.
Existe oficina postal, banco, un pequeño mercado de verduras, un bar, un cyber café, y varias tiendas. También existe una 'Gare Routiere', estación de autobús que conecta el pueblo con diferentes pueblos hacia el este como Louga, Dahra, Touba, y también Dakar.
La aldea cercana de Nguith es una tradicional aldea wólof (4 km hacia el oeste).